# Gråbukig myrfågel
Gråbukig myrfågel (Ammonastes pelzelni) är en fågel i familjen myrfåglar inom ordningen tättingar.

## Utbredning och systematik
Fågeln förekommer från östligaste Colombia till sydvästra Venezuela och nordvästligaste Brasilien. Den placeras som enda art i släktet Ammonastes. 

## Status
IUCN kategoriserar arten som livskraftig.

## Namn
Fågelns vetenskapliga artnamn hedrar August Pelzel Edler von Pelzeln (1825-1891), österrikisk ornitolog och samlare.